# Unitat d’emmagatzematge i transport

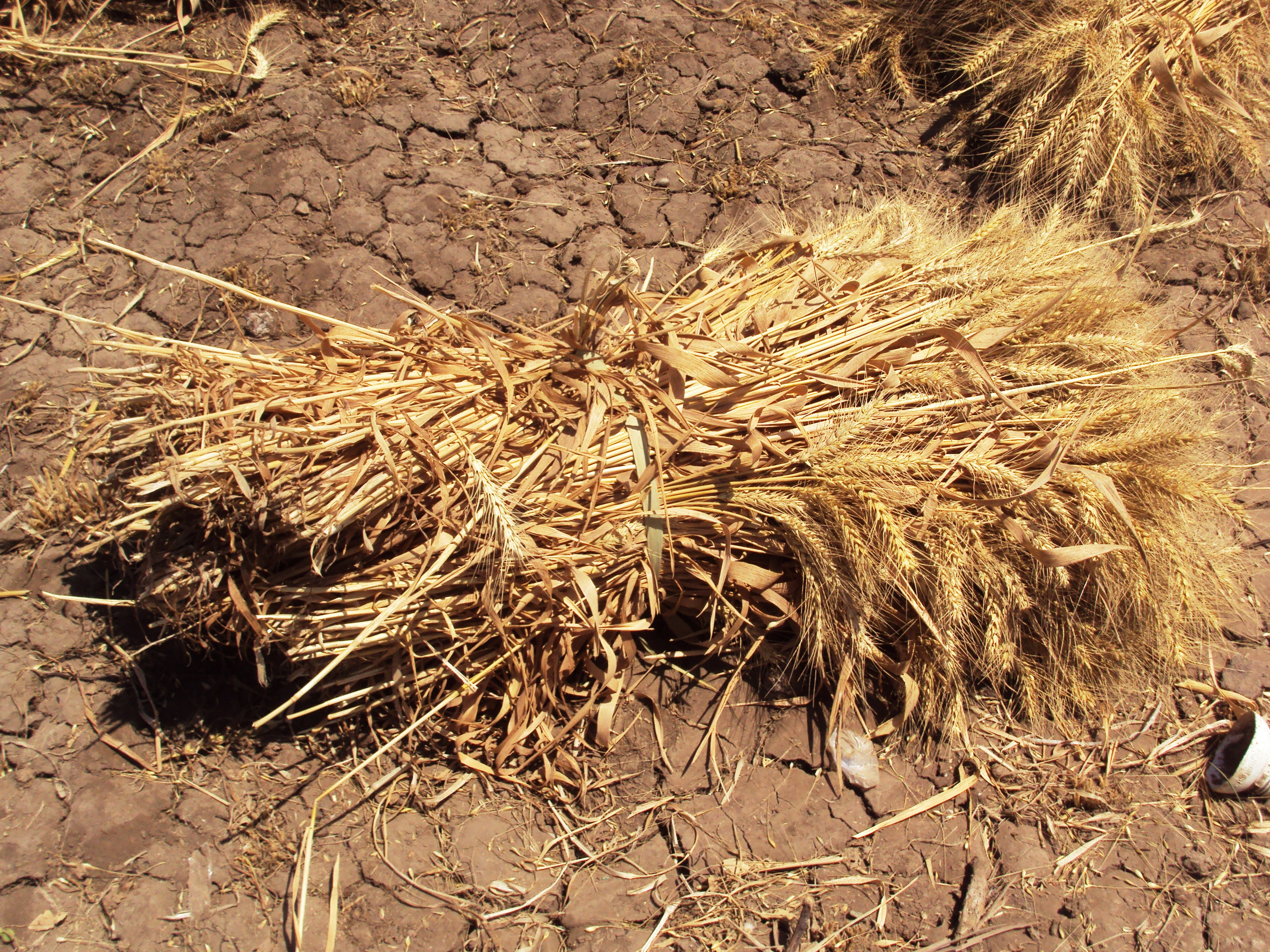
Garba de blat

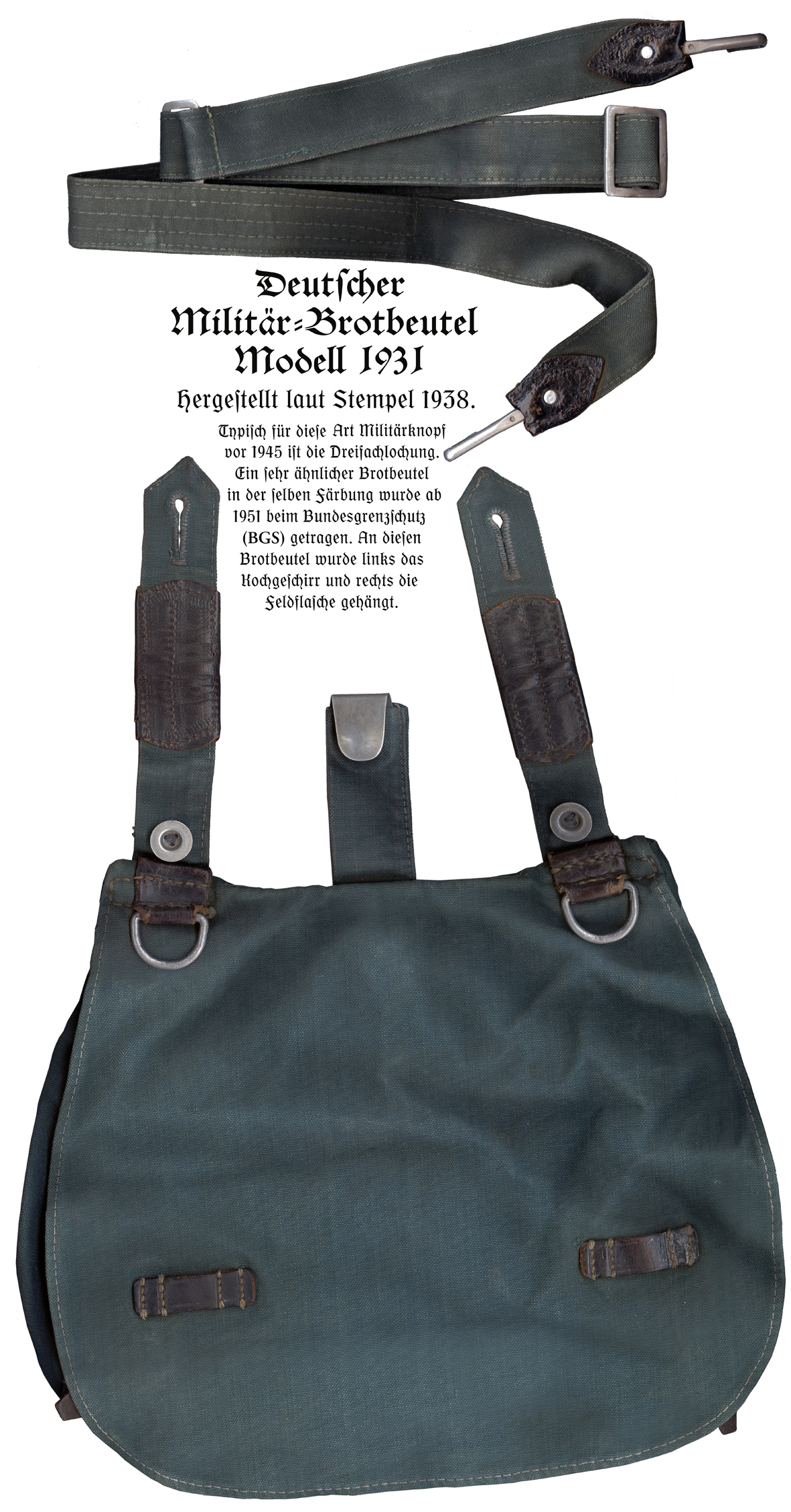
Sarró militar alemany model 1931, del tipus anomenat Brotbeutel ('panera')

En diferents camps de la vida humana (especialment en els sectors de l'emmagatzematge i el transport) és possible considerar unitats de càrrega. Una unitat de transport o emmagatzematge és una quantitat de càrrega definida tradicionalment, o a partir del contenidor o recipient emprat en cada cas.
La càrrega pot ser homogènia o heterogènia. O ser classificada segons criteris molt diversos.
Les unitats de càrrega s'associen sovint a unitats de mesura (de capacitat o de pes). També s'associen als estris o vehicles de transport i als contenidors tradicionals.
Partint de la base de la doble dificultat de presentar una classificació exhaustiva i, a la vegada, una llista prou àmplia d'unitats de càrrega, el que és important és entendre el concepte i poder-lo aplicar quan convingui.

## Classificació de la càrrega

### Utilitat
Hi ha càrregues útils (cereal, fruita, mena de ferro…), càrregues de rebuig (escòries, runa, brossa…) i càrregues que poden ser classificades com a útils o de rebuig en funció de les circumstàncies (terra, argila o sorra d'una excavació; roques residuals d'una pedrera…).

### Estabilitat i conservació
Hi ha càrregues que poden considerar-se molt estables o inerts des del punt de vista químic. Hi ha altres càrregues que es poden deteriorar amb facilitat (fruita, llet, peces de ferro laminat, fusta verda, ...)

### Perillositat
Hi ha molts compostos químics, per separat o formant part d'un conjunt, que són molt perillosos. Perquè poden explotar, són tòxics o agresius.

## Època primitiva

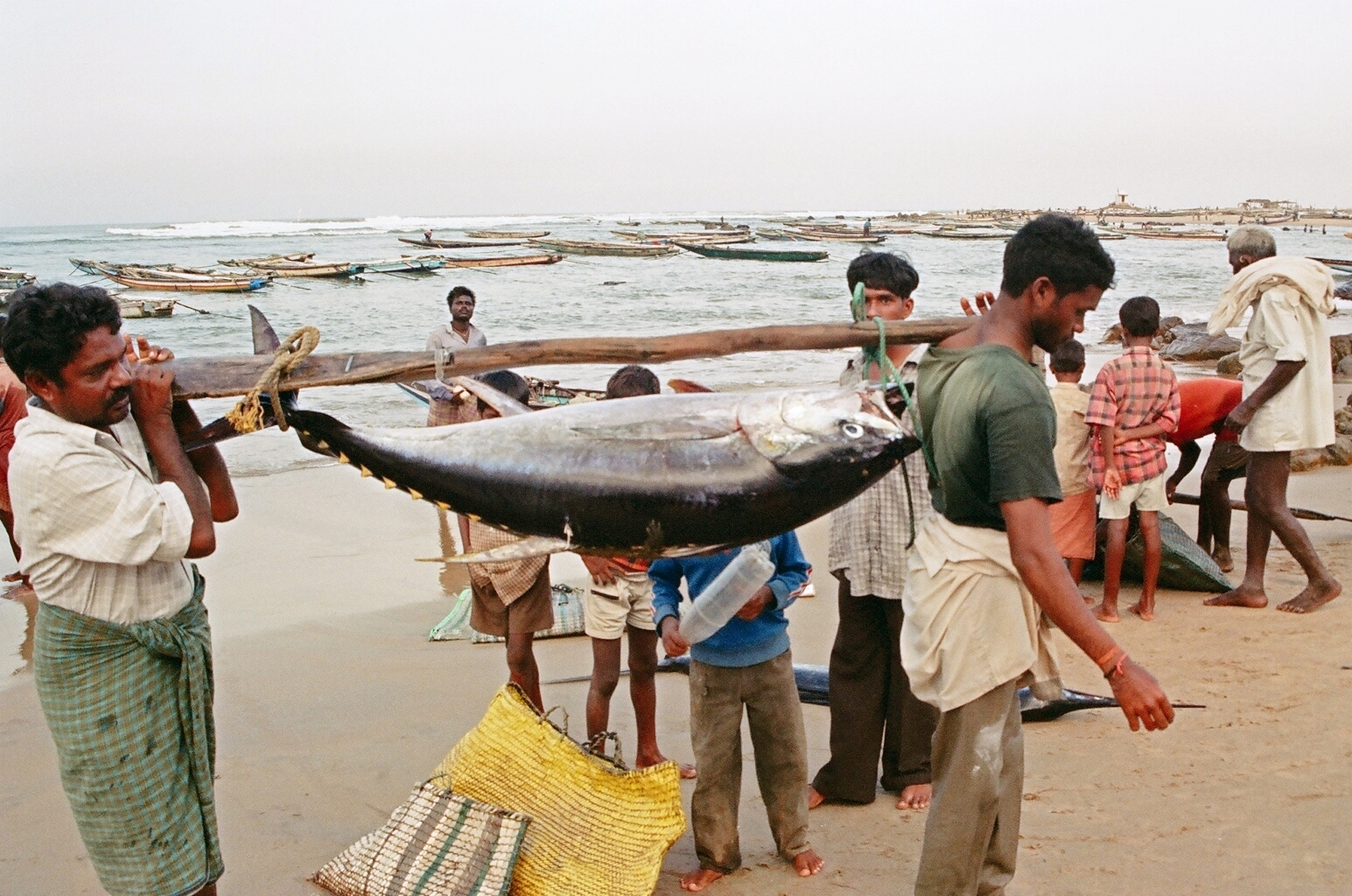
Dos pescadors carregant una tonyina en una perxa.

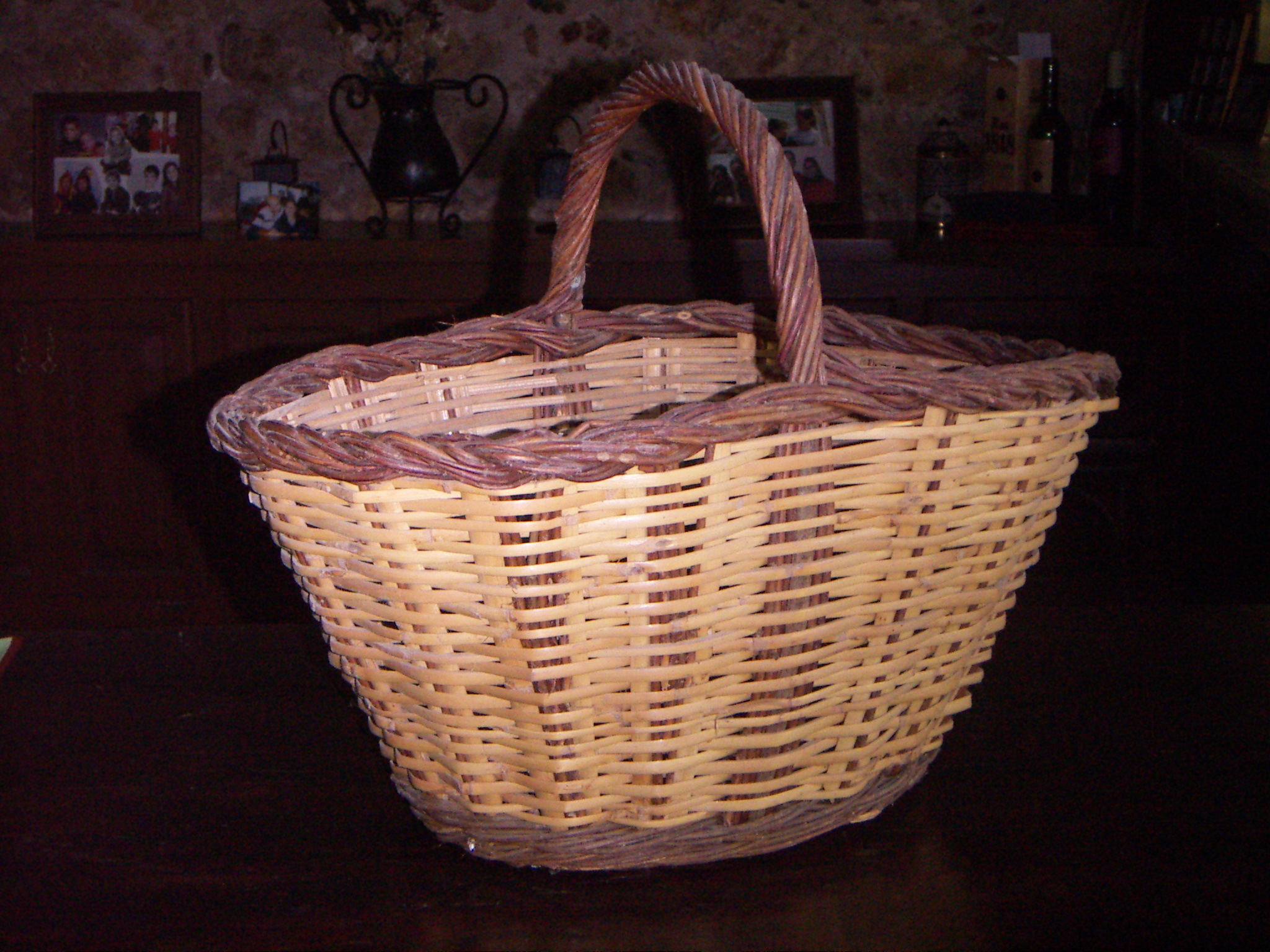
Cistell tradicional de canya i vímet.

Les primeres unitats de càrrega emprades pels humans, els neandertals i alguns simis foren les que es basaven en les extremitats o altres parts del cos:
- grapat[1]
- manat[2][3][4][5]
- glop
  - Encara en l'actualitat, alguns boiximans omplen d'aigua els ous buits d'estruç (que empren com a cantimplores) a glops. Xuclen amb una canyeta l'aigua de petits dolls subterranis i la transvasen des de la boca a l'ou.
- mos, mossada

Els humanoides primitius degueren descobrir alguns instruments de transport:
- farcell
- sarró
- recipients naturals: carbassa buida, ou d'estruç
  - [6]
- cistell
- xarxa, bosses de xarxa[7]

El transport de peces de caça pesants amb la col·laboració de dos individus cal suposar-la també molt antiga, emprant una perxa per a portar la peça penjada.

## Unitats derivades de l'agricultura
- Manat
- Garba
  - Cavalló[8]
- Bala o paca
- Portadora
- Cabàs[9]
- Cistell[10]
- Sac.[11]
- Sàrria.[12]
- Borrassada[13][14]

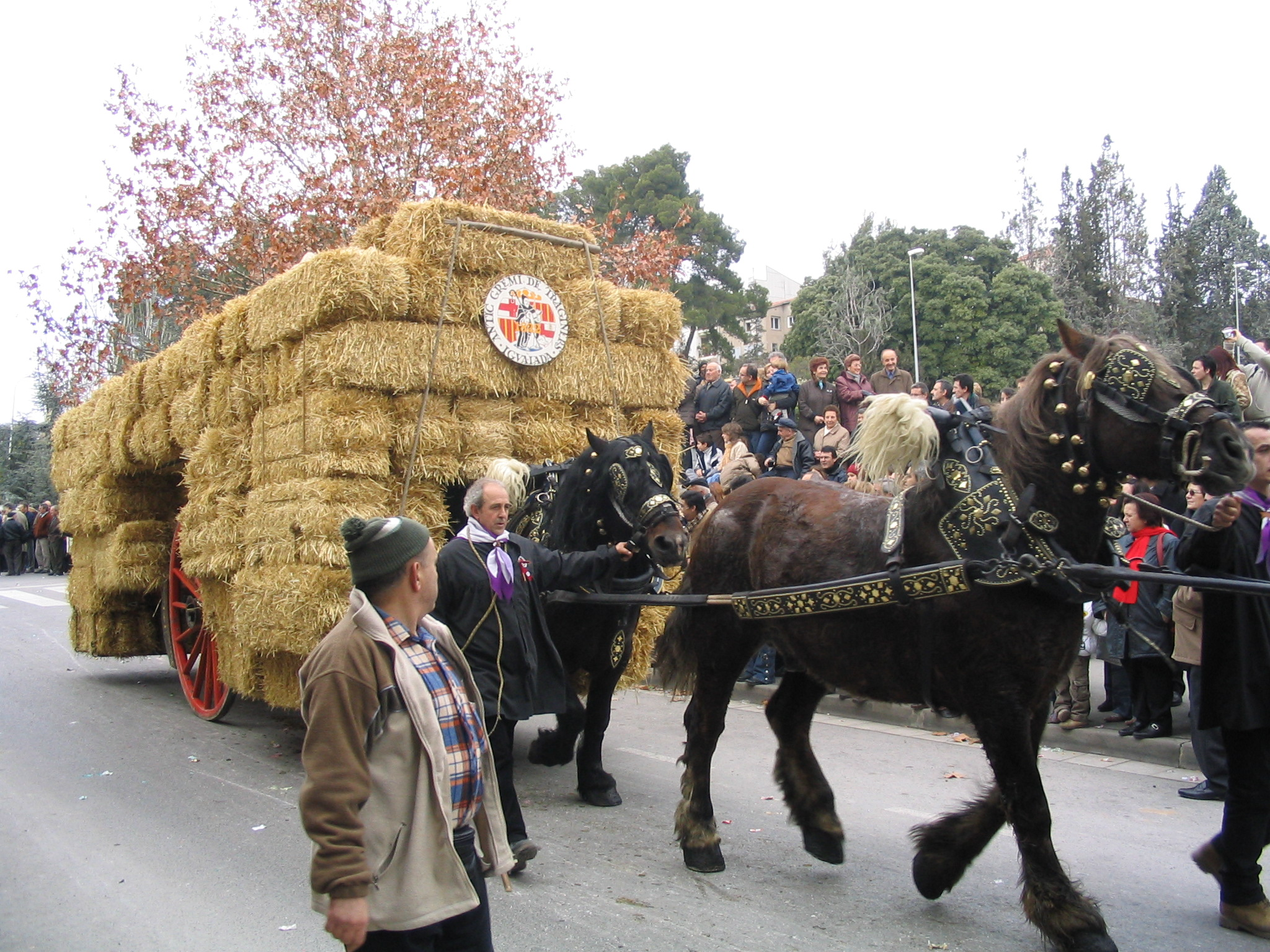
Carro carregat de bales de palla. Tres Tombs. Igualada (2006).

  - Una borrassada consistia en la càrrega que podia ser embolicada i continguda en una borrassa. Sovint consistia en palla o alfals. La carregava una mula o un cavall. Amb sària o sense.
- Carretada
- Cove
- Argadells[15]
- Alforges[16]

## Unitats de tipus casolà
- Farcell[17]
  - Mocador de fer farcells
  - Furoshiki
- Paquet
- Butxaca
- Petaca
- Paperina cònica
- Galleda

### Relacionades amb l'alimentació
- Tupí
- Porró

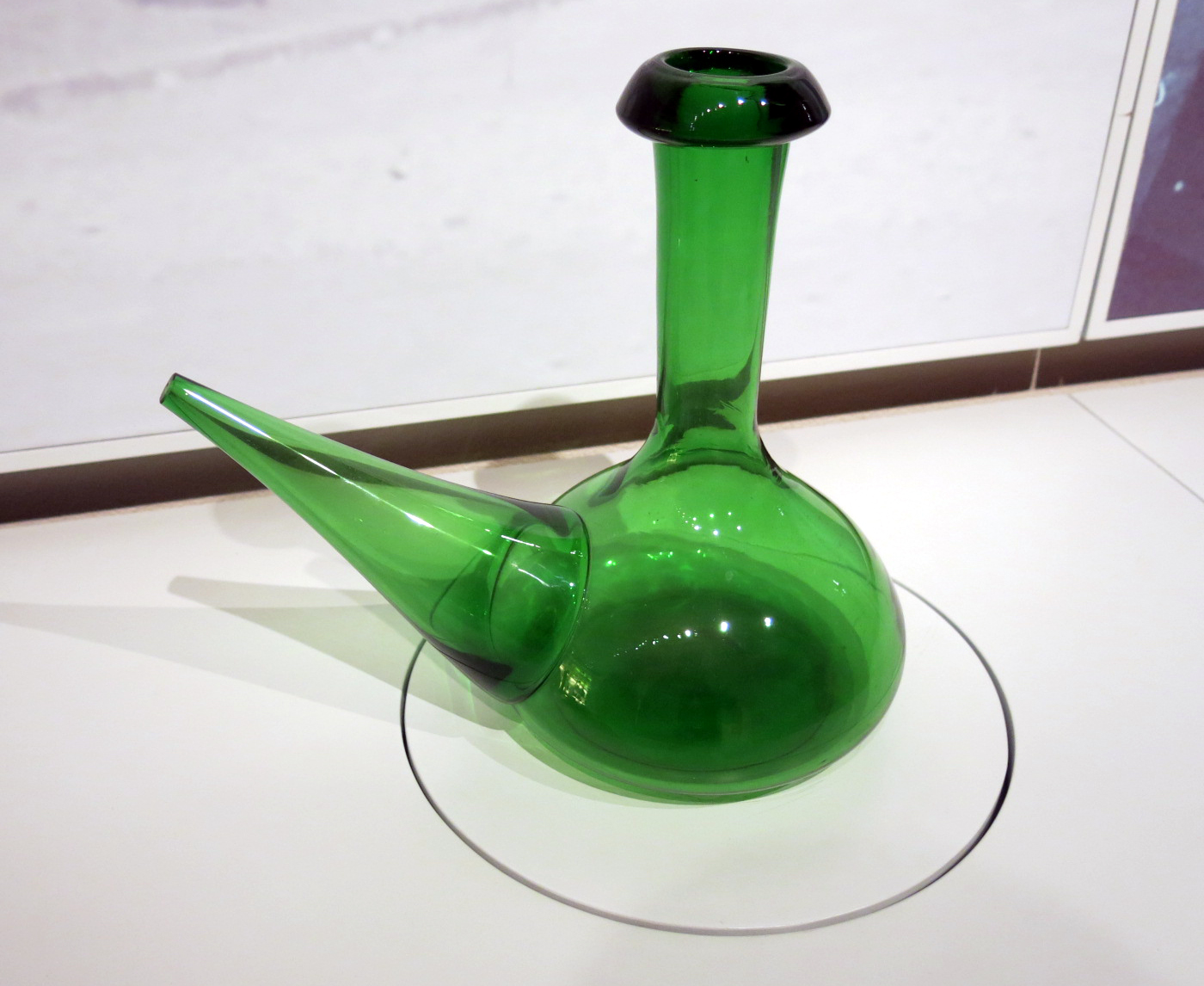
Porró al Vinseum.

  - El porró és un exemple típic d'unitat de transport (i d'emmagatzematge en un temps limitat). Permet transportar el vi des de la bóta fins a la taula. I des de la taula a la boca. A la vegada el porró s'associava a una unitat de capacitat.
- Càntir
- Petricó
- Gerra
- Got
- Tassa
- Copa
- Setrill
- Ampolla.[18]
- Canyís (un canyís de figues seques)
- Llaurador
- Cullerada
  - sopera
  - culleradeta de cafè
- Mesureta
- Safata
- Cassola
- Plat
  - plat pla
  - plat fondo o soper
- Bol
- Biberó

#### Recipients industrials
- Llauna de conserves
- Llauna de begudes
- Sifó
- Ampolla amb tap corona

## Unitats de transport

### Tradicionals
- Àmfores
- Gerres
- Càntirs
- Bótes
- Bots

### Personals
- Sarró
- Motxilla
- Cantimplora
- Bóta de beure
- Bidó de ciclista i altres esports
- Sac
- Maleta
  - maletí
- Bagul
- Bossa
- Ronyonera
- Moneder
- Cartera
- Portafolis
- Necesser
- Farmaciola
- Cosidor de viatge
- Vademècum

### Industrials
- Palet
- Contenidor
- Tanc
- Sac
- Garrafa
- Bric

#### Unitats derivades de vehicles o estris
- Carretada
- Camionada

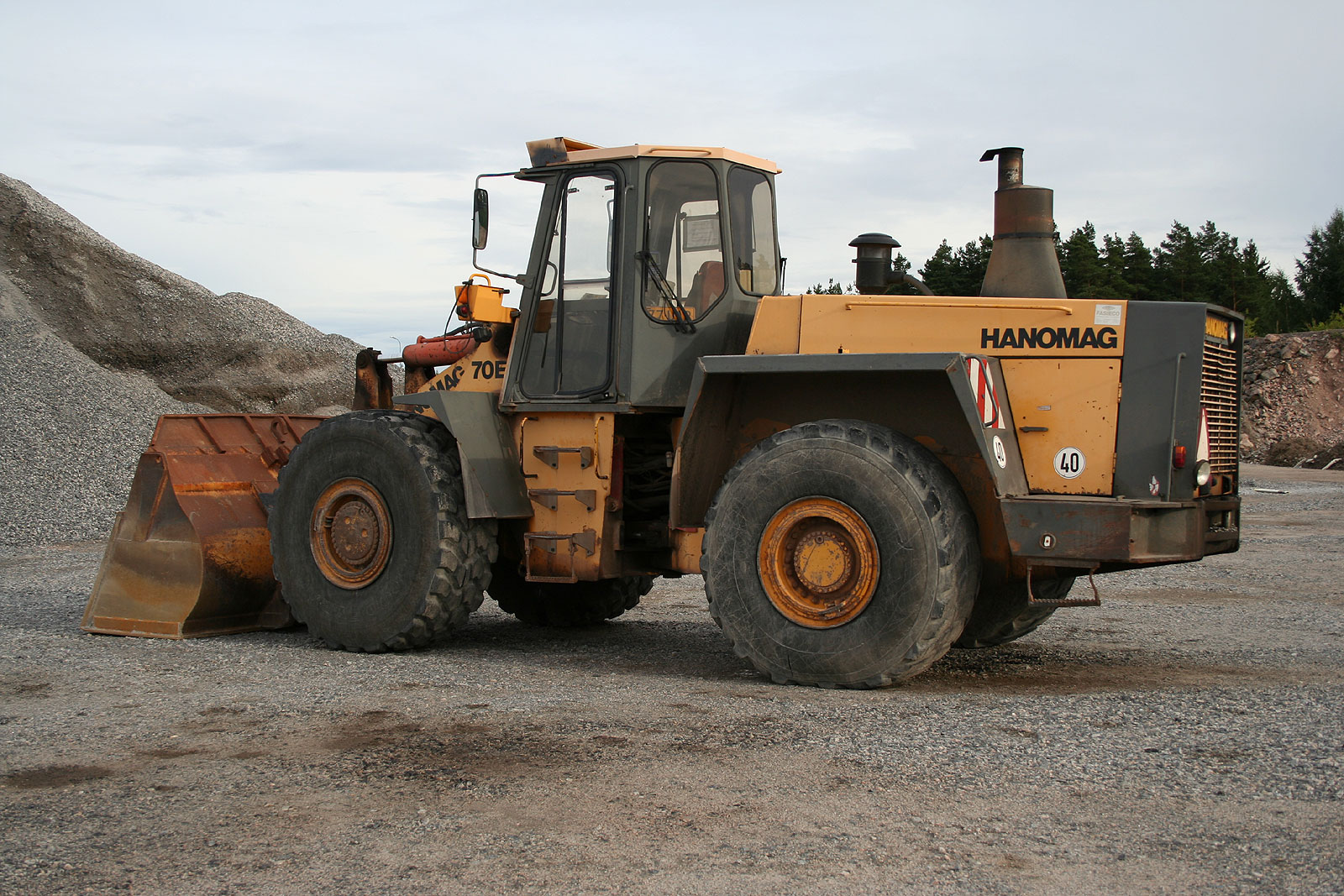
Pala carregadora de tipus frontal, sobre pneumàtics.

- Carretó (per exemple: un carretó de grava)
- Bolquet (un bolquet de sorra)
- Palada
  - palada de pala manual
  - palada de màquina excavadora
  - palada de pala carregadora